# 石田正
石田 正（いしだ ただし、1910年1月7日 - 1979年3月4日）は、日本の大蔵官僚。大蔵事務次官、日本輸出入銀行総裁。

## 来歴・人物
旧制開成中学、旧制第一高等学校を経て、1933年 東京帝国大学法学部卒業。同年に大蔵省に入省（大臣官房文書課に配属）。1945年4月13日に広瀬大蔵大臣秘書官（事務担当）。1947年11月19日に理財局為替第一課長。1948年7月5日に理財局外資部長。1949年3月15日に理財局外資部長兼理財局国庫課長。同年6月1日に大臣官房調査部長。その後、主税局税関部長、理財局長、官房長、為替局長を経て、1957年11月15日に銀行局長となり、1959年6月23日に大蔵事務次官に就任。1961年5月30日まで務めた。この間、理財局長時代の1953年2月、接収解除貴金属及びダイヤモンド関係事件に関し衆議院行政監察特別委員会に証人喚問された。
その後、国民公庫総裁、日本輸出入銀行総裁、中国地方開発審議会委員などの要職を歴任した。